# Tênis nos Jogos Olímpicos de Verão da Juventude de 2010 - Duplas masculinas
O torneio de duplas masculinas do tênis nos Jogos Olímpicos de Verão da Juventude de 2010 foi realizado no Centro de Tênis de Kallang, em Cingapura. Dezesseis duplas competiram no evento entre os dias 15 e 20 de agosto. As duplas eram formadas tanto por atletas do mesmo país, como por de nacionalidades diferentes.

## Medalhistas
|  | ZZX Equipa mista                   |  | RUS Rússia                     |  | SVK Eslováquia               |
|  | GBR Oliver Golding CZE Jiří Veselý |  | Victor Baluda Mikhail Biryukov |  | Filip Horanský Jozef Kovalík |

## Cabeças-de-chave
| 1. HUN Márton Fucsovics/HUN Máté Zsiga (Quartas de final) 2. BRA Tiago Fernandes/ARG Renzo Olivo (Quartas de final) | 1. PER Duilio Beretta/COL Juan Sebastián Gómez (1ª rodada) 2. BIH Damir Džumhur/CRO Mate Pavić (Quartas de final) |

## Resultados
| 1ª rodada | 1ª rodada                     | 1ª rodada | 1ª rodada | 1ª rodada |  |   | Quartas de final             | Quartas de final              | Quartas de final | Quartas de final | Quartas de final |  |  | Semifinais | Semifinais                    | Semifinais | Semifinais | Semifinais |  |  | Final | Final                       | Final | Final | Final |
|           |                               |           |           |           |  |   |                              |                               |                  |                  |                  |  |  |            |                               |            |            |            |  |  |       |                             |       |       |       |
| 1         | HUN M Fucsovics HUN M Zsiga   | 6         | 6         |           |  |   |                              |                               |                  |                  |                  |  |  |            |                               |            |            |            |  |  |       |                             |       |       |       |
|           | MKD S Micov TUN A Triki       | 4         | 2         |           |  |   | 1                            | HUN M Fucsovics HUN M Zsiga   | 2                | 4                |                  |  |  |            |                               |            |            |            |  |  |       |                             |       |       |       |
|           | RUS V Baluda RUS M Biryukov   | 6         | 6         |           |  |   | RUS V Baluda RUS M Biryukov  | 6                             | 6                |                  |                  |  |  |            |                               |            |            |            |  |  |       |                             |       |       |       |
|           | BAR D King CAN P Krainik      | 4         | 3         |           |  |   |                              |                               |                  |                  |                  |  |  |            | RUS V Baluda RUS M Biryukov   | 6          | 7          |            |  |  |       |                             |       |       |       |
| 3         | PER D Beretta COL JS Gómez    | 0         | 65        |           |  |   |                              |                               |                  |                  |                  |  |  |            | SVK F Horanský SVK J Kovalík  | 4          | 5          |            |  |  |       |                             |       |       |       |
|           | ECU D Acosta ECU R Quiroz     | 6         | 7         |           |  |   |                              | ECU D Acosta ECU R Quiroz     | 6                | 2                |                  |  |  |            |                               |            |            |            |  |  |       |                             |       |       |       |
|           | ITA A Colella IRL J Morrissey | 2         | 7         |           |  |   | SVK F Horanský SVK J Kovalík | 7                             | 6                |                  |                  |  |  |            |                               |            |            |            |  |  |       |                             |       |       |       |
|           | SVK F Horanský SVK J Kovalík  | 6         | 7         |           |  |   |                              |                               |                  |                  |                  |  |  |            |                               |            |            |            |  |  |       | RUS V Baluda RUS M Biryukov | 3     | 1     |       |
|           | CHN B Ouyang CHN C Wang       | 3         | 6         | [6]       |  |   |                              |                               |                  |                  |                  |  |  |            |                               |            |            |            |  |  |       | GBR O Golding CZE J Veselý  | 6     | 6     |       |
|           | GBR O Golding CZE J Veselý    | 6         | 3         | [10]      |  |   |                              | GBR O Golding CZE J Veselý    | 7                | 7                |                  |  |  |            |                               |            |            |            |  |  |       |                             |       |       |       |
|           | IND Y Bhambri PHI J Patrombon | 7         | 5         | [4]       |  | 4 | BIH D Džumhur CRO M Pavić    | 63                            | 5                |                  |                  |  |  |            |                               |            |            |            |  |  |       |                             |       |       |       |
| 4         | BIH D Džumhur CRO M Pavić     | 63        | 7         | [10]      |  |   |                              |                               |                  |                  |                  |  |  |            | GBR O Golding CZE J Veselý    | 6          | 6          |            |  |  |       |                             |       |       |       |
|           | PAR D Galeano VEN R Rodríguez | 6         | 6         |           |  |   |                              |                               |                  |                  |                  |  |  |            | PAR D Galeano VEN R Rodríguez | 3          | 2          |            |  |  |       |                             |       |       |       |
|           | TPE L-c Huang JPN Y Uchiyama  | 4         | 4         |           |  |   |                              | PAR D Galeano VEN R Rodríguez | 6                | 6                |                  |  |  |            |                               |            |            |            |  |  |       |                             |       |       |       |
|           | GER P Heller GER K Krawietz   | 3         | 5         |           |  | 2 | BRA T Fernandes ARG R Olivo  | 4                             | 4                |                  |                  |  |  |            |                               |            |            |            |  |  |       |                             |       |       |       |
| 2         | BRA T Fernandes ARG R Olivo   | 6         | 7         |           |  |   |                              |                               |                  |                  |                  |  |  |            |                               |            |            |            |  |  |       |                             |       |       |       |

| Disputa pelo bronze |                               |   |   |  |
|                     |                               |   |   |  |
|                     |                               |   |   |  |
|                     | SVK F Horanský SVK J Kovalík  | 7 | 6 |  |
|                     | PAR D Galeano VEN R Rodríguez | 5 | 4 |  |